# Vaatdoek

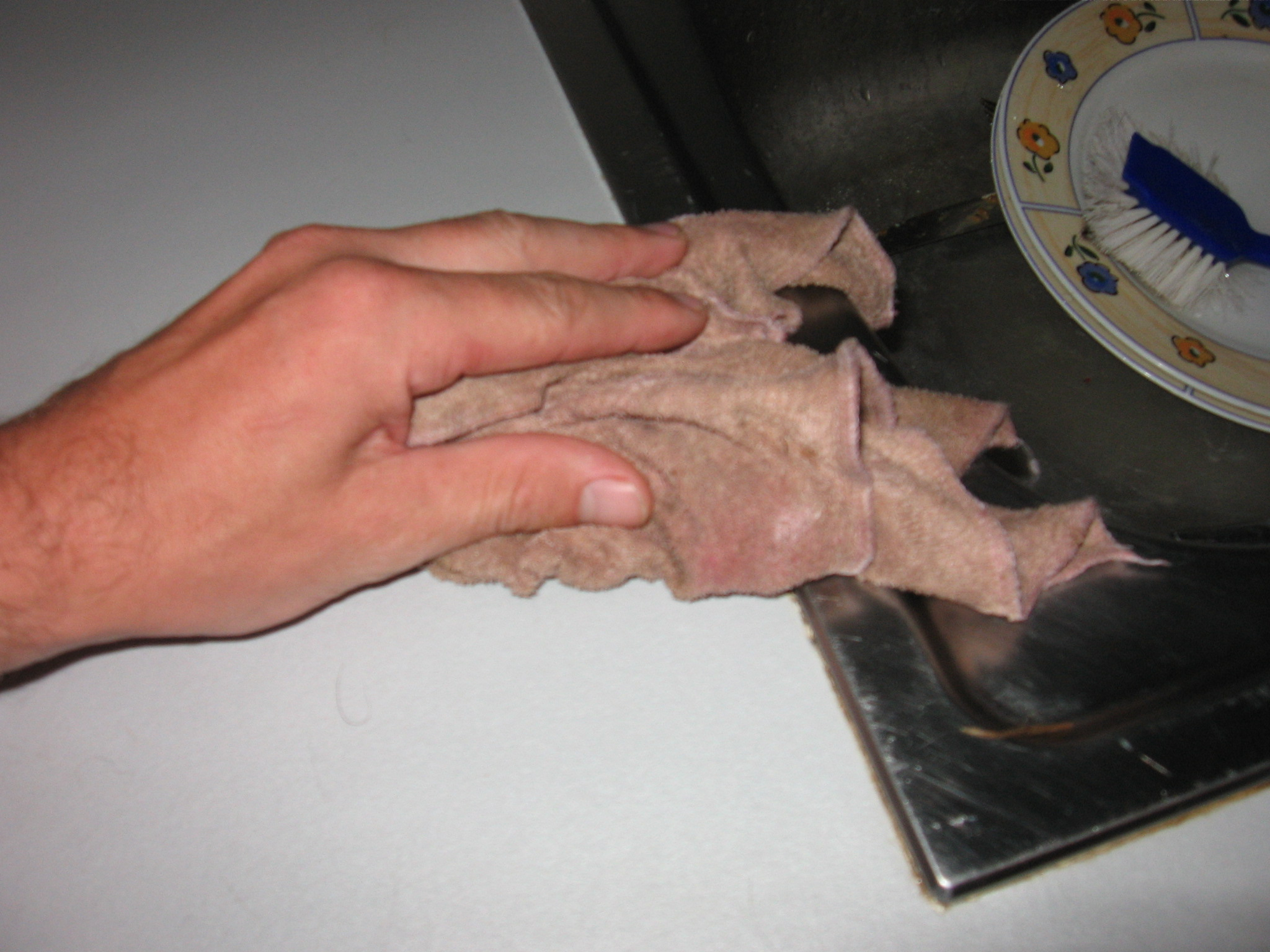
Vaatdoek in gebruik

Een vaatdoek, aanrechtdoek of  schotelvod is een doekje waarmee het aanrecht plus gootsteen worden schoongemaakt. Een vaatdoek wordt ook gebruikt om tafels mee af te vegen.
De naam is wat verwarrend, want de vaat afdrogen wordt nou net niet met een vaatdoek gedaan, maar met een theedoek. Een vaatdoek wordt daarom ook aanrechtdoekje of dweiltje genoemd. Toch heeft de naam wel betrekking op de afwas — het is een alternatief voor een afwasborstel.
Vaatdoeken kunnen veel bacteriën bevatten als ze niet regelmatig gewassen worden. Eind 2005 maakt de Consumentenbond bekend dat een vaatdoek in een studentenhuis gemiddeld 7,9 miljard bacteriën bevat. In een vaatdoek bij een Nederlands gezin werden gemiddeld 3,1 miljoen bacteriën aangetroffen. Alle doeken bleken bij het onderzoek al na één dag veel bacteriën bevatten. Dit hoeft geen probleem te zijn als de vaatdoek alleen wordt gebruikt voor het schoonmaken van het aanrecht. Door het doekje te wassen op 90 graden worden alle bacteriën gedood.

## Noot
1. ↑  Vaatdoek van studenten boordevol bacteriën, consumentenbond.nl, 11 november 2005